# Campionati oceaniani di ciclismo su strada - Corsa in linea maschile Elite
La Corsa in linea maschile Elite è una delle prove disputate durante i campionati oceaniani di ciclismo su strada. Inserita nel programma dei campionati dalla prima edizione, la corsa si disputa regolarmente, con la sola eccezione del biennio 2020-21, quando venne annullata a causa della pandemia da COVID-19.

## Albo d'oro
Aggiornato all'edizione 2023.
| Anno      | Vincitore                                        | Secondo                                          | Terzo                                            |
| --------- | ------------------------------------------------ | ------------------------------------------------ | ------------------------------------------------ |
| 1995      | Ric Reid                                         | Marc Rousseau                                    | Duncan Smith                                     |
| 1997      | Glen Mitchell                                    | Karl Murray                                      | Brendon Vesty                                    |
| 1999      | Jean-Charles Goyetche                            | Robin Reid                                       | Baden Burke                                      |
| 2005      | Gordon McCauley                                  | Phillip Thuaux                                   | Geoffrey Burndred                                |
| 2007      | Robert McLachlan                                 | David Pell                                       | Ashley Whitehead                                 |
| 2008      | Hayden Roulston                                  | Joe Chapman                                      | Paul Odlin                                       |
| 2009      | Tommy Nankervis                                  | Daniel Braunsteins                               | Nick Walker                                      |
| 2010      | Michael Matthews                                 | Matt Marshall                                    | Alex McGregor                                    |
| 2011      | Ryan Obst                                        | Sam Rutherford                                   | Steele Von Hoff                                  |
| 2012      | Paul Odlin                                       | Nick Aitken                                      | Mark O'Brien                                     |
| 2013      | Cameron Meyer                                    | Damien Howson                                    | Jack Anderson                                    |
| 2014      | Luke Durbridge                                   | Robert Power                                     | Bernard Sulzberger                               |
| 2015      | Taylor Gunman                                    | Jordan Kerby                                     | Daniel Barry                                     |
| 2016      | Sean Lake                                        | Brendan Canty                                    | Mark O'Brien                                     |
| 2017      | Lucas Hamilton                                   | Michael Storer                                   | Jai Hindley                                      |
| 2018      | Chris Harper                                     | James Whelan                                     | Cyrus Monk                                       |
| 2019      | Benjamin Dyball                                  | Jason Christie                                   | Chris Harper                                     |
| 2020-2021 | non disputata a causa della pandemia di COVID-19 | non disputata a causa della pandemia di COVID-19 | non disputata a causa della pandemia di COVID-19 |
| 2022      | James Fouché                                     | Tom Sexton                                       | Zack Gilmore                                     |
| 2023      | Liam Walsh                                       | Brady Gilmore                                    | Tom Sexton                                       |

## Medagliere
| Pos.   | Nazione         | Oro | Argento | Bronzo |    |
| ------ | --------------- | --- | ------- | ------ | -- |
| 1      | Australia       | 11  | 12      | 12     | 35 |
| 2      | Nuova Zelanda   | 7   | 6       | 7      | 20 |
| 3      | Nuova Caledonia | 1   | 1       | 0      | 2  |
| Totale | Totale          | 19  | 19      | 19     | 57 |